# Leuchtturm Shark Island
Der Leuchtturm Shark Island (englisch Shark Island Lighthouse) ist ein historischer Leuchtturm auf der Halbinsel Shark Island in Lüderitz in der Region ǁKarasKlicklaut im Südwesten Namibias. Er hat eine Gesamthöhe von 12 m. Der Leuchtturm wurde 1903 errichtet und 1910 abgeschaltet. Er hat eine untypische quadratische Form mit direkt angeschlossenem Leuchtturmwärterhaus. Die Laterne wurde entfernt. Der Turm ist heute Teil eines Lodge von Namibia Wildlife Resorts.

## Neuer Leuchtturm
Unweit hiervon (26° 38′ 7,6″ S, 15° 9′ 9,2″ O) befindet sich ein 15 m hoher Stahlgerüstturm mit einer Feuerhöhe von 34 m, der als Neuer Leuchtturm Shark Island bekannt ist. Er sendet je nach Himmelsrichtung ein rotes oder grünes Licht für 2,5 Sekunden mit einer Pause von 7,5 Sekunden über eine Distanz von 8 Seemeilen (etwa 15 Kilometer).